# IAM Cycling
IAM Cycling (código UCI: IAM), foi uma equipa ciclista suíça de categoria ProTeam. Nas suas duas primeiras temporadas esteve na categoria Profissional Continental.

## História
O projecto foi apresentado em abril de 2012 durante o Tour de Romandia por Michel Thétaz, fundador de IAM, uma empresa de gestão de activos para clientes institucionais. Em princípio a equipa está assegurada até 2015. Tem sua sede em Genebra e Serge Beucherie, ex director do Crédit Agricole, é o manager desportivo, enquanto os  directores desportivos são Marcello Albasini e os ex ciclistas Kjell Carlström, Eddy Seigneur e Rubens Bertogliati.
A primeira temporada a equipa nutriu-se de jovens valores suíços e outros experientes como Johann Tschopp e Martin Elmiger. A estes se somaram ciclistas estrangeiros com experiência em equipas UCI ProTeam como os suecos Gustav Larsson e Thomas Lövkvist e o australiano Heinrich Haussler. A esquadra conseguiu convites a 15 corridas do UCI WorldTour. Não participou em nenhuma das Grandes Voltas, mas sim o fez nos 5 monumentos. Ademais, finalizou 2º no UCI Europe Tour.
Com vistas a conseguir um convite para o Tour de France, em 2014 o principal reforço da equipa foi Sylvain Chavanel quem deixou ao Omega Pharma-Quick Step devido às escassas oportunidades de ser líder, e que sim dar-se-lhe-iam no IAM. Outro dos contratos importantes foi o de Mathias Frank, um dos melhores corredores suíços que chegou desde o BMC Racing Team. Novamente convidado a grande parte do WorldTour, conseguiu a primeira vitória de etapa neste calendário em março, por intermediário de Matteo Pelucchi na Tirreno-Adriático. Em junho, Mathias Frank terminou 2º na Volta a Suíça, tendo sido o líder da corrida durante 6 etapas e perdendo a possibilidade de ganhá-la na última etapa. As boas actuações fizeram que o conjunto suíço fosse convidado pela primeira vez tanto ao Tour de France, como à Volta a Espanha.

## Material ciclista

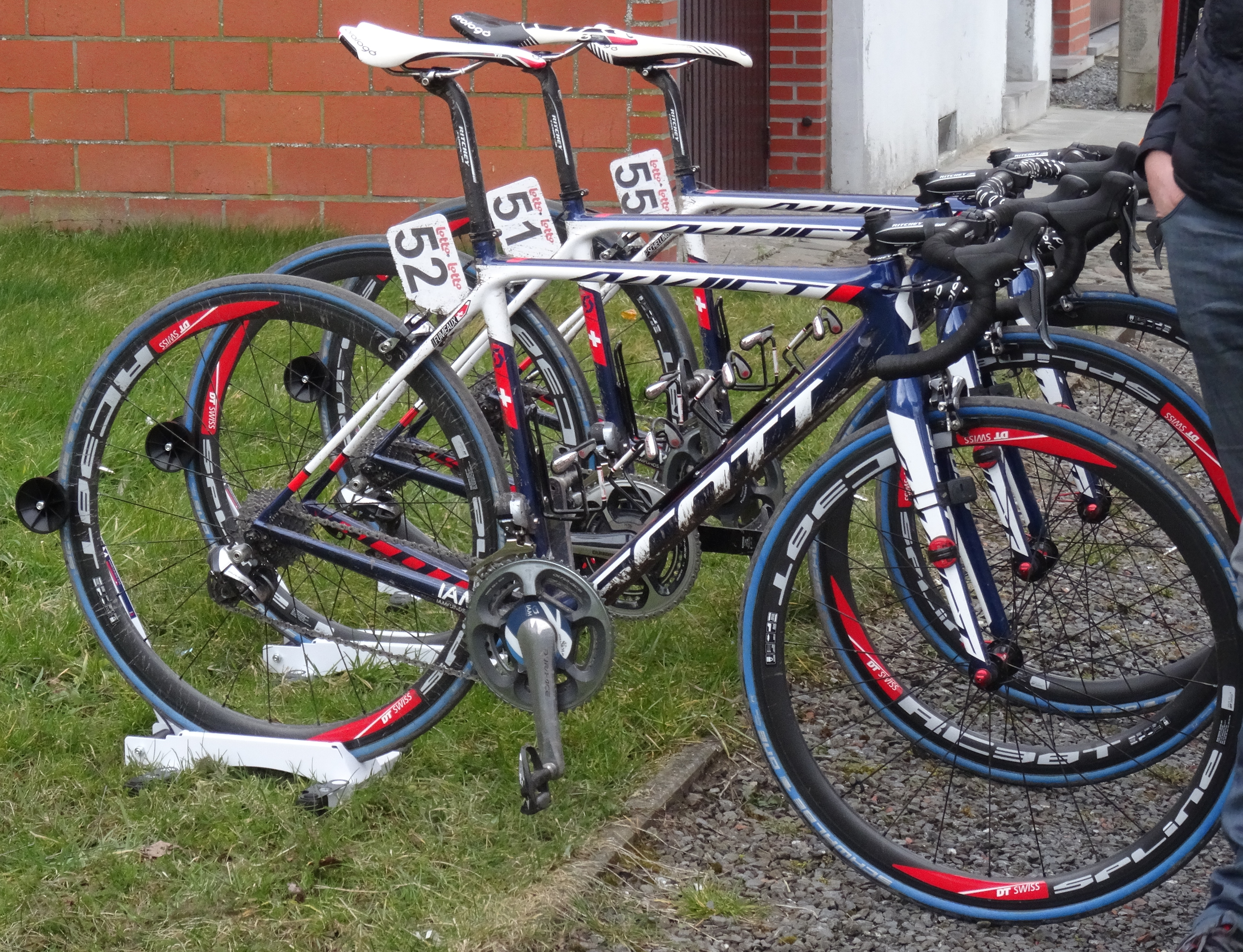
Bicicletas que utiliza a equipa.

A equipa utiliza bicicletas Scott.

## Classificações UCI
Em sua primeira participação nos Circuitos Continentais UCI, as classificações da equipa e seu melhor ciclista são as seguintes:
| Ano                    | Classificação por equipas | Melhor corredor  | Posição |
| 2012-2013(Ásia Tour)   | 35º                       | Johann Tschopp   | 114º    |
| 2012-2013(Europe Tour) | 2°                        | Martin Elmiger   | 16°     |
| 2013-2014(Europe Tour) | 5°                        | Sylvain Chavanel | 6°      |

### Palmarés 2015

#### UCI WorldTour
| Datas | Corridas | Vencedor |

#### Circuitos Continentais UCI
| Datas           | Circuito           | Corridas                           | Vencedor        |
| 29 de janeiro   | UCI Europe Tour    | Troféu Santanyí-Ses Salines-Campos | Matteo Pelucchi |
| 1 de fevereiro  | UCI Europe Tour    | Troféu Praia de Palma-Palma        | Matteo Pelucchi |
| 22 de fevereiro | UCI Ásia Tour 2015 | 6.ª etapa do Tour de Omán          | Mathias Brandle |

#### Campeonatos nacionais
| Datas        | Corridas                        | Vencedor          |
| 9 de janeiro | Campeonato de Austrália em Rota | Heinrich Haussler |

## Elenco
Para anos anteriores, veja Elencos do IAM Cycling

### Elenco 2015
| Corredor              | Nascimento              | Nacionalidade  | Equipa 2014                      |
| Marcel Aregger        | 26 de agosto de 1990    | Suíça          | IAM Cycling                      |
| Matthias Brändle      | 7 de dezembro de 1989   | Áustria        | IAM Cycling                      |
| Sylvain Chavanel      | 30 de junho de 1979     | França         | IAM Cycling                      |
| Clément Chevrier      | 29 de junho de 1992     | França         | Trek Factory Racing (estagiário) |
| Stef Clement          | 24 de setembro de 1982  | Países Baixos  | Belkin Pro Cycling               |
| Jérôme Coppel         | 6 de agosto de 1986     | França         | Cofidis, lhe Credit em Ligne     |
| Thomas Degand         | 13/05.1986              | Bélgica        | Wanty-Groupe Gobert              |
| Stefan Denifl         | 20 de setembro de 1987  | Áustria        | IAM Cycling                      |
| Dries Devenyns        | 22 de julho de 1983     | Bélgica        | Team Giant-Shimano               |
| Martin Elmiger        | 23 de setembro de 1978  | Suíça          | IAM Cycling                      |
| Sondre Enger          | 17 de dezembro de 1993  | Noruega        | IAM Cycling                      |
| Mathias Frank         | 9 de dezembro de 1986   | Suíça          | IAM Cycling                      |
| Jonathan Fumeaux      | 7 de março de 1988      | Suíça          | IAM Cycling                      |
| Heinrich Haussler     | 25 de fevereiro de 1984 | Austrália      | IAM Cycling                      |
| Repto Hollenstein     | 22 de agosto de 1985    | Suíça          | IAM Cycling                      |
| Roger Kluge           | 5 de fevereiro de 1986  | Alemanha       | IAM Cycling                      |
| Pirmin Lang           | 25 de novembro de 1984  | Suíça          | IAM Cycling                      |
| Jarlinson Pântano     | 19 de novembro de 1988  | Colômbia       | Colômbia                         |
| Simon Pellaud         | 6 de novembro de 1992   | Suíça          | IAM Cycling (stagiaire)          |
| Matteo Pelucchi       | 21 de janeiro de 1989   | Itália         | IAM Cycling                      |
| Jérôme Pineau         | 2 de janeiro de 1980    | França         | IAM Cycling                      |
| Sébastien Reichenbach | 28 de maio de 1989      | Suíça          | IAM Cycling                      |
| Vicente Reynés        | 30 de julho de 1981     | Espanha        | IAM Cycling                      |
| Aleksejs Saramotins   | 8 de abril de 1982      | Letônia        | IAM Cycling                      |
| Patrick Schelling     | 11 de maio de 1990      | Suíça          | IAM Cycling                      |
| David Tanner          | 30 de setembro de 1984  | Austrália      | Belkin                           |
| Jonas Vão Genechten   | 16 de setembro de 1986  | Bélgica        | Lotto Belisol                    |
| Larry Warbasse        | 28 de junho de 1990     | Estados Unidos | BMC Racing Team                  |
| Marcel Wyss           | 25 de junho de 1986     | Suíça          | IAM Cycling                      |